# Audan Aqschajyq
Der Audan Aqschajyq (kasachisch Ақжайық ауданы Aqschajyq audany, russisch Акжаикский район Akschaikski rajon) ist ein Bezirk in Westkasachstan in Kasachstan.

## Bevölkerung
Bei der Volkszählung 1999 hatte der Audan Aqschajyq 49.364 Einwohner. Die Volkszählung 2009 ergab für den Bezirk eine Einwohnerzahl von 41.777. Bei der letzten Volkszählung 2021 lebten 36.199 Menschen im Audan Aqschajyq. Die Fortschreibung der Bevölkerungszahl ergab zum 1. Januar 2025 eine Einwohnerzahl von 34.823.
| Einwohnerentwicklung               | Einwohnerentwicklung | Einwohnerentwicklung | Einwohnerentwicklung | Einwohnerentwicklung | Einwohnerentwicklung | Einwohnerentwicklung | Einwohnerentwicklung |
| 1939                               | 1959                 | 1970                 | 1979                 | 1989                 | 1999                 | 2009                 | 2021                 |
| ---------------------------------- | -------------------- | -------------------- | -------------------- | -------------------- | -------------------- | -------------------- | -------------------- |
| 33.445                             | 29.464               | 39.424               | 26.079               | 43.731               | 49.364               | 41.777               | 36.199               |
| Anmerkung: Volkszählungsergebnisse |                      |                      |                      |                      |                      |                      |                      |

## Verwaltungsgliederung
Der Audan Aqschajyq ist in 18 ländliche Bezirke (kasachisch Ауылдық округ Auyldyq okrug; russisch Сельский округ Selski okrug) gegliedert (Stand: 2021).
| Ländlicher Kreis | Einwohner | Einwohner | Orte                                                 |
| Ländlicher Kreis | 2009      | 2021      | Orte                                                 |
| ---------------- | --------- | --------- | ---------------------------------------------------- |
| Alghabas         | 2.447     | 1.756     | Alghabas, Qaraghai, Tegisschol, Toghan, Schangaschol |
| Almaly           | 2.281     | 1.847     | Almaly, Atameken                                     |
| Aqschol          | 2.559     | 2.139     | Bitileu, Ilbischin, Qabyl, Tinäli                    |
| Aqsuat           | 964       | 763       | Aqbulaq, Aqsuat                                      |
| Basarscholan     | 1.989     | 1.354     | Bajantöbe, Basarscholan, Jessim                      |
| Basartöbe        | 2.100     | 1.303     | Basartöbe, Qadyrqul, Qysylschar                      |
| Budarin          | 2.019     | 1.545     | Budarin, Kolowertnoje, Samal                         |
| Jessensai        | 2.118     | 1.563     | Jessensai, Kengsuat, Tassoba                         |
| Könekketken      | 1.194     | 953       | Könekketken, Qamystyköl                              |
| Mergen           | 1.591     | 1.224     | Mergen, Mojyldy, Scholap                             |
| Qabyrschaqta     | 1.078     | 918       | Qabyrschaqta                                         |
| Qarauyltöbe      | 2.137     | 1.376     | Qarauyltöbe                                          |
| Qurailyssai      | 2.218     | 1.366     | Saiqudyq, Schuban Moldaghalijew                      |
| Sarytoghai       | 1.137     | 941       | Sarman, Schanama                                     |
| Schambyl         | 987       | 744       | Bitik, Schambyl, Üschtöbe                            |
| Schangabulaq     | 1.313     | 1.075     | Schangabulaq                                         |
| Taipaq           | 5.749     | 5.131     | Taipaq, Tompaq, Schabdarschap                        |
| Tschapajew       | 9.090     | 10.201    | Schajyq, Tschapajew                                  |